# 올림픽 인도 선수단
올림픽 인도 선수단은 인도를 대표하여 올림픽에 참가하는 선수단이다. 인도는 1900년 올림픽에 처음 참가했는데, 노먼 프리처드(Norman Pritchard) 선수가 육상 부문에서 두 개의 메달(은메달 모두)을 획득하고 올림픽 메달을 획득한 아시아 최초의 국가가 되었다.
인도는 1920년 하계 올림픽에 처음으로 팀을 파견했고 그 이후로 매년 하계 올림픽에 참가해 왔다. 인도는 또한 1964년부터 여러 차례 동계 올림픽에 참가했다. 인도 선수들은 하계 올림픽에서 모두 35개의 메달을 획득했다. 한동안 인도 남자 필드하키팀은 1928년부터 1980년까지 12번의 올림픽에서 11개의 메달을 획득하며 올림픽 대회에서 압도적인 위치를 차지했다.
이 대회에는 8개의 금메달이 포함되었으며 그 중 6개가 1928년부터 1956년까지 연속으로 획득되었다.